# 1594
Het jaar 1594 is het 94e jaar in de 16e eeuw volgens de christelijke jaartelling.

## Gebeurtenissen
februari
- 12 - Delfzijl slaat succesvol een aanval af vanuit de Spaans overheerste stad Groningen tijdens de Aanval op Delfzijl (1594).

maart
- 6 - De broers Lodewijk II, Willem en Johan Casimir van Nassau-Weilburg verdelen hun bezittingen. Lodewijk krijgt Ottweiler, Willem krijgt Weilburg en Johan Casimir krijgt Gleiberg.
- 22 - Intocht in Parijs van de Franse koning Hendrik van Bourbon.

mei
- 7 - Maurits van Nassau ontzet voor de tweede keer het belegerde Coevorden, waarvan weinig over is.
- 22 - De graven Maurits van Nassau, de latere prins van Oranje, en Willem Lodewijk slaan het beleg voor de stad Groningen.

juni
- 3 - Twee vaartuigen zeilen van Texel uit voor de eerste van drie expedities onder leiding van Willem Barentsz, ter verkenning van de Noordoostelijke Doorvaart naar China en Indië. Aan boord is zeevaarder en reisbeschrijver Jan Huygen van Linschoten.

juli
- 9 - De expeditie van Willem Barentsz ziet voor het eerst een ijsbeer. Het lukt niet het dier levend mee te voeren, maar de vacht wordt meegenomen naar huis.
- 22 - Groningen wordt veroverd door Staatse troepen. Met de Spaanse troepen moeten priesters en monniken de stad verlaten.
- 23 - De stad Groningen wordt in het Tractaat van Reductie samengevoegd met de Ommelanden.
- 24 - Altaren en heiligenbeelden worden verwijderd uit de Martinikerk, en de muren worden wit gekalkt. Komende zondag zal ds. Menso Alting er preken.

november
- 19 - In de Stad Groningen wordt de Gregoriaanse kalender afgeschaft en de Juliaanse kalender weer ingevoerd. Morgen is het daarom voor de tweede maal 10 november.

zonder datum
- Als militair adviseur van Maurits van Nassau schrijft Simon Stevin De Stercktenbouwing, waarin hij militaire versterkingen opnieuw ontwerpt om aangepast te zijn aan de projectielbanen van de nieuwe vuurwapens in plaats van de oude kruisboog.
- De vesting Bourtange wordt een grensverdediging van de drie noordelijke provincies Groningen, Friesland en Drenthe.
- Ernst van Oostenrijk volgt Peter Ernst I van Mansfeld op als landvoogd van de Zuidelijke Nederlanden.
- In Amsterdam wordt de Compagnie van Verre opgericht, een voorloper van de Vereenigde Oostindische Compagnie.
- De derde Brandaris vuurtoren wordt gebouwd op Terschelling. Deze staat heden ten dage nog overeind.
- De Italiaanse theoloog Fausto Sozzini geeft in Polen zijn hoofdwerk 'De Jesu Christo servatore' uit, met daarin een rationele benadering van het Geloof. Hij ontkent de leer van de Drie-eenheid, de mensheid van Christus en de verlossing door de kruisdood.

## Muziek
- Publicatie van het liederenboek Madrigalls to Foure Voyces van Thomas Morley

## Bouwkunst

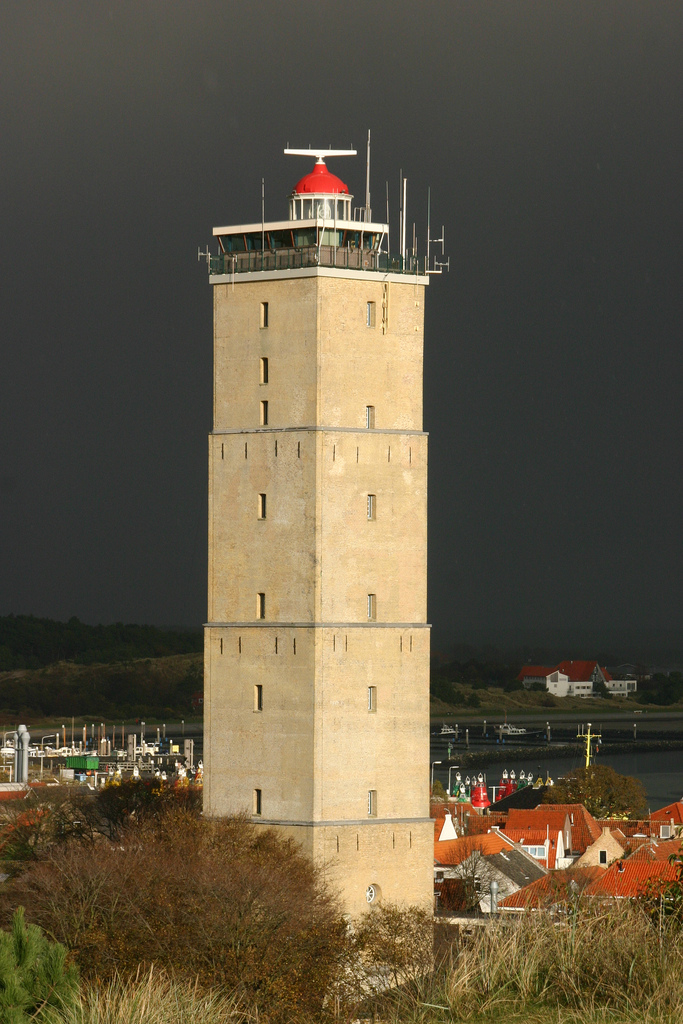
Brandaris, Terschelling (1594)

## Geboren
februari
- 19 - Hendrik Frederik Stuart, lid van het Engels Koninklijk Huis; prins van Wales vanaf 1610 (overleden 1612)
- 20 - Sophia Hedwig van Brunswijk-Wolfenbüttel, echtgenote van Ernst Casimir van Nassau-Dietz (overleden 1642)

maart
- 12 - Anna Johanna van Nassau-Siegen, Duits/Nederlands gravin (overleden 1636)

december
- 9 - Gustaaf II Adolf (1594-1632), koning van Zweden (r. 1611-1632)

datum onbekend
- Willem Claeszoon Heda (1594- ca. 1680), kunstschilder van met name stillevens

## Overleden
februari
- 2 - Giovanni Pierluigi da Palestrina (~69), Italiaans componist

mei
- 31 - Tintoretto (75), Italiaans schilder

juni
- 14 - Orlando di Lasso (62), componist

december
- 2 - Gerardus Mercator (82), Vlaams cartograaf